# Bully
Bully (відома як Canis Canem Edit в Європі) — пригодницька гра з відкритим світом, розроблена компанією Rockstar Vancouver і опублікована Rockstar Games. Була випущена 17 жовтня 2006 для PlayStation 2. Перевидання гри, підзаголовок Scholarship Edition, було розроблено Mad Doc Software і випущено 4 березня 2008 року для Xbox 360 і Wii, а 21 жовтня 2008 року для Microsoft Windows. Bully була повторно випущена на PlayStation 4, доступна через цифрове завантаження з PlayStation Network 22 березня 2016 року. Оновлена версія Scholaship Edition, під назвою Anniversary Edition, була розроблена War Drum Studios і випущена для Android і IOS з прошивкою від 8 грудня 2016 року.
Відкрита конструкція світу дозволяє гравцям вільно переміщатися містом Буллворт, яке охоплює ряд міст. Гра ведеться від третьої особи, можна переміщуватися ногами або на скейтборді, самокаті чи велосипеді. Головний героєм є Джиммі Гопкінс, студент, який мимоволі зарахований в Буллвортську Академію. Він виявляє, що школа заповнена одними хуліганами, і намагається принести мир, зрештою, Джиммі стає все більш шановним серед міських груп. Він також братиме участь в уроках. Якщо Джиммі прогулюватиме уроки, то його можуть затримати чергові та відправити на урок. У Scholarship Edition, для двох гравців, в режимі мультиплеєра (він доступний тільки у Xbox 360-версії), є можливість конкурувати за найбільшу кількість очок в різних класах.
До релізу, гра отримала суперечливі відгуки за очікуване насильство і гомосексуальний зміст. Bully отримала вельми позитивні відгуки після випуску, з похвалою, спрямованою на місії гри, опис та персонажів.

Оригінальну версію Bully було продано понад 1,5 мільйона копій. Гра отримала кілька нагород в кінці року.